# Partido Istiqlal
O Partido Istiqlal (em árabe: حزب الإستقلال/Hizb Al-Istiqlal, francês: Parti de l'Istiqlal) é um partido político de Marrocos. É um partido histórico do Marrocos moderno, fundado em 1937 por Allal al-Fasi, Muhammad Lyazidi, Ahmed Balafrej e Mohamed Boucetta entre outros, e de ideologia nacionalista. O partido permaneceu leal ao rei Muhammad V quando foi deportado pela França em 1953.
Após a independência de Marrocos em 1955, o partido ficou enfraquecido quando a ala de esquerda do partido, liderada por Mehdi Ben Barka, separou-se do Istiqlal e fundou a União Socialistas das Forças Populares  em 1959 .Durante o reinado de Hassan II, os períodos de colaboração com a monarquia alternaram com confrontos, embora tenha sempre apoiado a monarquia em questões relacionadas com o conceito "Grande Marrocos" do reino, como a anexação do Saara Ocidental ou com respeito a Ceuta, Melilha e outros territórios espanhóis no África do Norte.

## Resultados eleitorais

### Eleições legislativas
| Data | CI.     | Votos     | %            | +/-     | Deputados | +/- | Status   |
| ---- | ------- | --------- | ------------ | ------- | --------- | --- | -------- |
| 1963 | 2.º     | 1 000 506 | 30,0 / 100,0 |         | 41 / 144  |     | Oposição |
| 1970 | Boicote | Boicote   | Boicote      | Boicote | 8 / 240   | 33  | Oposição |
| 1977 | 1.º     | 1 090 960 | 21,7 / 100,0 |         | 51 / 264  | 43  | Oposição |
| 1984 | 4.º     | 681 083   | 15,3 / 100,0 | 6,4     | 40 / 301  | 11  | Oposição |
| 1993 | 4.º     | 760 082   | 12,2 / 100,0 | 3,1     | 52 / 333  | 11  | Oposição |
| 1997 | 2.º     | 840 315   | 13,8 / 100,0 | 1,6     | 32 / 325  | 20  | Governo  |
| 2002 | 2.º     | N/D       | 14,8 / 100,0 | 1,0     | 48 / 325  | 16  | Governo  |
| 2007 | 2.º     | 494 256   | 10,7 / 100,0 | 4,1     | 52 / 325  | 4   | Governo  |
| 2011 | 2.º     | 562 720   | 11,9 / 100,0 | 1,2     | 60 / 395  | 8   | Governo  |
| 2016 | 3.º     | 620 041   | 10,7 / 100,0 | 1,2     | 46 / 395  | 14  | Oposição |